# Proceso de negocio
Un proceso de negocio o un método de negocio es una colección de actividades o tareas relacionadas y estructuradas que en una secuencia específica produce un servicio o producto (cumple un objetivo de negocio en particular) para un cliente o clientes concretos. Un proceso de negocio a menudo puede ser visualizado (modelado) como un diagrama de flujo de una secuencia de actividades con puntos de decisión de intersalir o como una matriz de proceso de una secuencia de actividades con reglas de relevancia basadas en datos en el proceso. Los beneficios de utilizar los procesos del negocio incluyen una mayor satisfacción del cliente y una mayor agilidad para reaccionar al rápido cambio del mercado. Las organizaciones orientadas al proceso derriban las barreras de los departamentos estructurales e intentan evitar los silos funcionales.

## Visión de conjunto
Un proceso de negocio comienza con un objetivo de misión (un evento externo) y termina con el logro del objetivo de negocio de proporcionar un resultado que proporcione valor al cliente. Además, un proceso se puede dividir en subprocesos (descomposición del proceso), las funciones internas particulares del proceso. Los procesos de negocio también pueden tener un propietario de proceso, una parte responsable para asegurar que el proceso se ejecuta sin problemas de principio a fin.
En términos generales, los procesos del negocio se pueden organizar en tres tipos, según von Rosing et al:
1. Los procesos operacionales, que constituyen el negocio principal y crean el flujo primario del valor, e.g., tomando órdenes de clientes, abriendo una cuenta, y fabricando un componente
2. Procesos de gestión, los procesos que supervisan los procesos operacionales, incluyendo el gobierno corporativo, la supervisión presupuestaria y la supervisión de los empleados
3. Procesos de apoyo, que apoyan los procesos operacionales principales, e.g., contabilidad, reclutamiento, centro de llamada, soporte técnico, y entrenamiento de seguridad

Un enfoque ligeramente diferente a estos tres tipos es ofrecido por Kirchmer:
1. Los procesos operacionales, que se centran en la correcta ejecución de las tareas operacionales de una entidad; Aquí es donde el personal "hacer las cosas"
2. Procesos de gestión, que garanticen que los procesos operacionales se lleven a cabo de forma adecuada; Aquí es donde los administradores "aseguran procesos de trabajo eficientes y eficaces"
3. Los procesos de gobernanza, que aseguran que la entidad está operando en pleno cumplimiento de las regulaciones legales, directrices y expectativas de los accionistas necesarias; Aquí es donde los ejecutivos se aseguran de que se sigan las "reglas y pautas para el éxito empresarial"

Un proceso de negocios complejo puede ser descompuesto en varios subprocesos, que tienen sus propios atributos, pero también contribuyen a lograr el objetivo general de la empresa. El análisis de los procesos del negocio típicamente incluye el mapeo o modelado de procesos y sub-procesos hasta el nivel de actividad/tarea. Los procesos se pueden modelar a través de un gran número de métodos y técnicas. Por ejemplo, la Notación de Modelado de Procesos Empresariales es una técnica de modelado de procesos empresariales que se puede utilizar para dibujar procesos de negocio en un flujo de trabajo visualizado. Mientras que los procesos de descomposición en tipos y categorías de procesos pueden ser útiles, se debe tener cuidado al hacerlo ya que puede haber crossover. Al final, todos los procesos son parte de un resultado ampliamente unificado, uno de "creación de valor para el cliente". Este objetivo se acelera con la gestión de los procesos del negocio, que tiene como objetivo analizar, mejorar y promulgar los procesos del negocio.

## Historia

### Adam Smith
Una descripción temprana importante (1776) de procesos era la del economista Adam Smith en su ejemplo famoso de una fábrica del perno. Inspirado en un artículo de la enciclopedia de Diderot, Smith describió la producción de un alfiler de la siguiente manera:

"Un hombre saca el alambre; otro lo endereza; un tercero lo corta; un cuarto lo señala; un quinto lo pone en la tapa para recibir la cabeza; para hacer la cabeza requiere dos o tres operaciones distintas; fabricarlo es un negocio peculiar; para blanquear los pines es otro... y el importante negocio de hacer un alfiler es, de esta manera, dividido en unas dieciocho operaciones distintas, que, en algunas fábricas, son realizadas por manos distintas, aunque en otras el mismo hombre a veces realiza dos o tres de ellos."

Smith también reconoció por primera vez cómo se podría aumentar la producción a través del uso de la división de trabajo. Anteriormente, en una sociedad donde la producción estaba dominada por los productos artesanales, un hombre realizaría todas las actividades necesarias durante el proceso de producción, mientras que Smith describía cómo el trabajo se dividía en un conjunto de tareas sencillas, que serían realizadas por trabajadores especializados. El resultado de la división de trabajo en el ejemplo de Smith dio como resultado un aumento de la productividad en un 24 000 por ciento (sic), es decir, que el mismo número de trabajadores hizo 240 veces más pines que los que habían estado produciendo antes de la introducción de la división de trabajo.
Vale la pena notar que Smith no abogó por la división de trabajo a cualquier precio y per se. El nivel apropiado de división de tareas se definió mediante el diseño experimental del proceso de producción. En contraste con la opinión de Smith que fue limitada al mismo dominio funcional y a las actividades implicadas que están en secuencia directa en el proceso de fabricación, el concepto de proceso de hoy incluye la Cruz-funcionalidad como característica importante.

### Frederick Winslow Taylor
El ingeniero estadounidense Frederick Winslow Taylor influyó mucho y mejoró la calidad de los procesos industriales a comienzos del siglo XX. Sus Principios de Gestión Científica se centraron en la estandarización de los procesos, la formación sistemática y la definición clara de los roles de la dirección y los empleados. Sus métodos fueron ampliamente adoptados en los Estados Unidos, Rusia y partes de Europa y llevaron a nuevos desarrollos como "estudio de tiempo y movimiento" y técnicas de optimización de tareas visuales, como los diagramas de Gantt.

### Peter Drucker
En la última parte del siglo XX, el gurú de la gestión Peter Drucker centró gran parte de su trabajo en la simplificación y descentralización de los procesos, lo que condujo al concepto de outsourcing. También acuñó el concepto de trabajador del conocimiento — diferenciado de los trabajadores manuales — y cómo la gestión del conocimiento se convertiría en parte de los procesos de una entidad.

### Otras definiciones
Davenport (1993) define un proceso (del negocio) como:

"un conjunto estructurado y medido de actividades diseñadas para producir una salida específica para un cliente o mercado en particular. Esto implica un fuerte énfasis en cómo se hace el trabajo dentro de una organización, en contraste con el énfasis de un producto enfocado en qué. Un proceso es así un ordenamiento específico de las actividades de trabajo a través del tiempo y el espacio, con un principio y un fin, y entradas y salidas claramente definidas: una estructura para la acción. ... Tomar un enfoque de proceso implica adoptar el punto de vista del cliente. Los procesos son la estructura por la cual una organización hace lo necesario para producir valor para sus clientes."

Esta definición contiene ciertas características que debe poseer un proceso. Estas características se logran mediante un enfoque en la lógica empresarial del proceso (cómo se hace el trabajo), en lugar de tomar una perspectiva de producto (lo que se hace). Siguiendo la definición de un proceso de Davenport podemos concluir que un proceso debe tener límites claramente definidos, entrada y salida, que consiste en partes más pequeñas, actividades, que se ordenan en el tiempo y en el espacio, que debe haber un receptor del proceso resultado-un cliente-y que la transformación que se está llevando a cabo dentro del proceso debe agregar valor al cliente.
Hammer & Champy (1993) la definición se puede considerar como subconjunto de Davenport. Definen un proceso como:

"una colección de actividades que toma uno o más tipos de entrada y crea una salida que es de valor para el cliente."

Como podemos notar, Hammer & Champy tienen una percepción más orientada a la transformación, y ponen menos énfasis en el componente estructural – los límites del proceso y el orden de las actividades en el tiempo y el espacio.
Rummler & Brache (1995) utilice una definición que comprenda claramente el enfoque de los clientes externos de la organización, al declarar que

"un proceso de negocios es una serie de pasos diseñados para producir un producto o servicio. La mayoría de los procesos (...) son de función cruzada, abarcando el ' espacio en blanco ' entre las casillas del organigrama. Algunos procesos resultan en un producto o servicio que es recibido por el cliente externo de una organización. Llamamos a estos procesos primarios. Otros procesos producen productos que son invisibles para el cliente externo pero imprescindibles para la gestión efectiva del negocio. Llamamos a estos procesos de apoyo."

La definición anterior distingue dos tipos de procesos, primarios y procesos de soporte, dependiendo de si un proceso está implicado directamente en la creación del valor del cliente, o se ocupa de las actividades internas de la organización. En este sentido, la definición de Rummler y Brache sigue el modelo de la cadena de valor de Porter, que también se basa en una división de actividades primarias y secundarias. Según Rummler y Brache, una característica típica de una organización exitosa basada en procesos es la ausencia de actividades secundarias en el flujo de valor primario que se crea en los procesos primarios orientados al cliente. La característica de los procesos que abarcan el espacio en blanco en el organigrama indica que los procesos están incrustados en alguna forma de estructura organizativa. Además, un proceso puede ser multifuncional, es decir, se extiende sobre varias funciones del negocio.
Johansson et al. (1993). define un proceso como:

"un conjunto de actividades vinculadas que toman una entrada y la transforman para crear una salida. Idealmente, la transformación que se produce en el proceso debe agregar valor a la entrada y crear un resultado que sea más útil y efectivo para el destinatario ya sea upstream o downstream."

Esta definición también enfatiza la Constitución de vínculos entre las actividades y la transformación que se lleva a cabo dentro del proceso. Johansson et al. también incluyen la parte de arriba de la cadena de valor como un posible destinatario de la salida del proceso. Resumiendo las cuatro definiciones anteriores, podemos compilar la siguiente lista de características para un proceso de negocio:
1. Definibilidad: debe tener límites claramente definidos, entrada y salida.
2. Orden: debe consistir en actividades que se ordenan según su posición en el tiempo y el espacio (una secuencia).
3. Cliente: debe haber un destinatario del proceso ' resultado, un cliente.
4. Valor agregado: la transformación que se está llevando a cabo dentro del proceso debe agregar valor al destinatario, ya sea de forma ascendente o descendente.
5. Incrustación: un proceso no puede existir en sí mismo, debe estar incrustado en una estructura organizativa.
6. Funcionalidad cruzada: un proceso puede, pero no necesariamente debe, abarcar varias funciones.

Con frecuencia, la identificación de un propietario del proceso (es decir, la persona responsable de la mejora continua del proceso) se considera como un prerrequisito. A veces el propietario del proceso es la misma persona que está realizando el proceso.

## Conceptos relacionados

### Flujo de trabajo
El flujo de trabajo es el movimiento procesal de información, material y tareas de un participante a otro. El flujo de trabajo incluye los procedimientos, las personas y las herramientas involucradas en cada paso de un proceso empresarial. Un solo flujo de trabajo puede ser secuencial, con cada paso contingente al finalizar el anterior, o paralelo, con múltiples pasos ocurriendo simultáneamente. Se pueden conectar múltiples combinaciones de flujos de trabajo individuales para lograr un proceso global resultante.

### Reingeniería de procesos de negocio
La reingeniería de procesos de negocios (BPR por sus siglas en inglés) fue conceptualizada originalmente por Hammer y Davenport como un medio para mejorar la efectividad organizacional y la productividad. Consistió en partir de una pizarra en blanco y recrear totalmente los procesos importantes del negocio así como el uso de la tecnología de información para la mejora significativa del funcionamiento. Lamentablemente, el término se asoció con la "reducción" corporativa a mediados de la década de 1990.

### Gestión de procesos de negocio (GPN)
Aunque el término se ha utilizado de forma contextual con el efecto mixto, la gestión de procesos de negocio (en inglés: BPM) generalmente se puede definir como una disciplina que implica una combinación de una amplia variedad de flujos de actividad empresarial (por ejemplo, automatización, modelado y optimización) que se esfuerza por apoyar los objetivos de una empresa dentro y más allá de múltiples límites, involucrando a muchas personas, desde empleados hasta clientes y socios externos. Una parte importante del soporte empresarial de BPM consiste en la evaluación continua de los procesos existentes y la identificación de las formas de mejorarlo, lo que resulta en un ciclo de mejoramiento organizacional global.

### Gestión del conocimiento
La gestión del conocimiento es la definición del conocimiento que utilizan los empleados y los sistemas para realizar sus funciones y mantenerla en un formato al que puedan acceder otros. El Duhon y el Grupo Gartner lo han definido como "una disciplina que promueve un enfoque integrado para identificar, capturar, evaluar, recuperar y compartir todos los activos de información de una empresa. Estos activos pueden incluir bases de datos, documentos, políticas, procedimientos y conocimientos y experiencia previamente no capturados en trabajadores individuales."

### Gestión de la calidad total
La gestión de la calidad total (CCT) surgió a comienzos de los años ochenta, a medida que las organizaciones buscaban mejorar la calidad de sus productos y servicios. Fue seguida por la metodología Six Sigma a mediados de los años ochenta, introducida por primera vez por Motorola. Six Sigma consiste en métodos estadísticos para mejorar los procesos del negocio y así reducir los defectos en los productos. El "enfoque LEAN" a la gestión de la calidad fue introducido por la empresa Toyota motor en la década de 1990 y se centró en las necesidades del cliente y la reducción de desperdicio.

### Tecnología de la información como habilitador para la gestión de procesos empresariales
Los avances en la tecnología de la información a lo largo de los años han cambiado los procesos de negocio dentro y entre empresas. En la década de 1960, los sistemas operativos tenían una funcionalidad limitada y los sistemas de gestión de flujos de trabajo que se utilizaban se hacían a medida para la organización específica. Los decenios de 1970 y 1980 vieron el desarrollo de enfoques basados en datos, ya que mejoraron las tecnologías de almacenamiento y recuperación de datos. El modelado de datos en lugar del modelado de procesos fue el punto de partida para construir un sistema de información. Los procesos de negocio tuvieron que adaptarse a la tecnología de la información porque el modelado de procesos fue descuidado. El cambio hacia la gestión orientada a los procesos se produjo en la década de 1990. El software de planificación de recursos empresariales con componentes de administración de flujos de trabajo como SAP, Baan, PeopleSoft, Oracle y JD Edwards surgió, al igual que los sistemas de gestión de procesos empresariales (SGPE) más tarde.
El mundo del e-business creó la necesidad de automatizar los procesos del negocio entre las organizaciones, lo que a su vez planteó la necesidad de protocolos estandarizados y lenguajes de composición de servicios web que se puedan entender en toda la industria. El Modelo y Notación de Procesos de Negocio (MNPN) y el Modelo de Motivación del Negocio (MMN) son estándares ampliamente utilizados para el modelado de negocios. El Grupo de Trabajo de Dominio de Modelado e Integración de Negocios (GTDIN) es un consorcio de proveedores y empresas usuarias que continúa trabajando en conjunto para desarrollar estándares y especificaciones para promover la colaboración e integración de personas, sistemas, procesos y información dentro y entre empresas.
Las tendencias más recientes en GPN están influenciadas por la aparición de la tecnología en la nube, la prevalencia de los medios sociales, la tecnología móvil y el desarrollo de técnicas analíticas. Las tecnologías basadas en la nube permiten a las empresas adquirir recursos de forma rápida y necesaria, independientemente de su ubicación. Los medios sociales, los sitios web y los teléfonos inteligentes son los canales más recientes a través de los cuales las organizaciones llegan y apoyan a sus clientes. La abundancia de datos de clientes recopilados a través de estos canales, así como a través de interacciones de centro de llamados, correos electrónicos, llamadas de voz y encuestas de clientes ha llevado a un enorme crecimiento en la analítica de datos que a su vez se utiliza para la gestión del rendimiento y la mejora de la formas en que la empresa presta servicios a sus clientes.

## Importancia de la cadena de proceso
Los procesos de negocio comprenden un conjunto de subprocesos o tareas secuenciales con rutas alternativas, dependiendo de ciertas condiciones según sea aplicable, realizadas para lograr un objetivo determinado o producir productos dados. Cada proceso tiene una o más entradas necesarias. Las entradas y salidas pueden ser recibidas o enviadas a otros procesos del negocio, otras unidades organizativas o partes interesadas internas o externas.
Los procesos de negocio están diseñados para ser operados por una o más unidades funcionales del negocio, y enfatizar la importancia de la "cadena de proceso" en lugar de las unidades individuales.
En general, las diversas tareas de un proceso empresarial se pueden realizar de una de dos maneras:
1. manualmente
2. por medio de sistemas de procesamiento de datos empresariales como sistemas ERP

Típicamente, algunas tareas de proceso serán manuales, mientras que algunas serán basadas en computadora, y estas tareas pueden ser secuenciadas de muchas maneras. En otras palabras, los datos y la información que se están manejando a través del proceso pueden pasar a través de tareas manuales o informáticas en un orden dado.

## Políticas, procesos y procedimientos
Las áreas de mejora anteriores son igualmente aplicables a las políticas, procesos, procedimientos detallados (subprocesos/tareas) e instrucciones de trabajo. Hay un efecto en cascada de mejoras realizadas a un nivel más alto en los que se hacen en un nivel más bajo.
Por ejemplo, si una recomendación para reemplazar una política dada con una mejor se hace con la justificación apropiada y aceptada en principio por los dueños del proceso de negocio, entonces los cambios correspondientes en los procesos y los procedimientos consecuentes seguirán naturalmente para habilitar la implementación de las directivas.

## Informes como base esencial para la ejecución
Los procesos del negocio deben incluir informes actualizados y precisos para asegurar una acción efectiva. Un ejemplo de esto es la disponibilidad de los informes del estado de la orden de compra para el seguimiento de la entrega del surtidor según lo descrito en la sección sobre eficacia arriba. Hay numerosos ejemplos de esto en todos los procesos de negocios posibles.
Otro ejemplo de la producción es el proceso de análisis de los rechazos de línea que se producen en el piso de la tienda. Este proceso debe incluir el análisis periódico sistemático de los rechazos por razones, y presentar los resultados en un informe de información adecuado que identifique las principales razones, y las tendencias en estas razones, para que la dirección tome las medidas correctivas para controlar rechazos y mantenerlos dentro de límites aceptables. Este proceso de análisis y summarisation de los eventos de rechazo de línea es claramente superior a un proceso que simplemente investiga cada rechazo individual tal como ocurre.
Los propietarios y operadores de procesos comerciales deben darse cuenta de que la mejora del proceso a menudo ocurre con la introducción de la transacción apropiada, operativa, destacada, excepción o M.I.S. informes, siempre que se utilicen conscientemente para la toma de decisiones cotidiana o periódica. Con este entendimiento, esperamos que la voluntad de invertir tiempo y otros recursos en la mejora de los procesos de negocio mediante la introducción de los sistemas de informes útiles y pertinentes.

## Teorías y conceptos favorables

### Ámbito de control
El ámbito de control es el número de subordinados que un supervisor administra dentro de una organización estructural. La introducción de un concepto de proceso de negocio tiene un impacto considerable en los elementos estructurales de la organización y por lo tanto también en el lapso de control.
Las grandes organizaciones que no están organizadas como mercados necesitan ser organizadas en unidades más pequeñas – departamentos – que pueden definirse de acuerdo a diferentes principios.

### Conceptos de administración de información
La gestión de la información, y las estrategias de infraestructura de la organización relacionadas con el mismo, son una piedra angular teórica del concepto del proceso empresarial, requiriendo "un marco para medir el nivel de soporte de TI para los procesos del negocio".